# 鄭展晴
鄭展晴（英語：Cheng Chin Ching，1980年—），香港男配音員。

## 背景
鄭展晴因為看好配音業的前境，為有一技之長，就成為了配音學徒。2004年任職自由身表演者及配音員，於劇場主力從事音響設計工作，音響設計作品，現時主要為DisneyChannel等動畫配音。
2017年，鄭展晴跟默劇演員崔家樂和黃定邦合力炮製默劇《全日禁區》，奪得「塞爾維亞默劇節」金獎。

## 演出作品

### 默劇
- 2017年：《全日禁區》

### 舞台劇
- 《逃獄記》
- 《十大兵器》
- 《失竊的靈魂》
- 《山城會之旺角》 - 洪大文
- 2006年《旺角II》 - 洪大文
- 2012年《LIVE．LOVE》（零玖貳叁家劇團 0923 Plus Theatre）
- 2021年《純粹意外？》（白光創作Prism Arts Limited）-He

### 電影
- 《逆戰之魔警》

## 配音作品

### 動畫
- 《PSYCHO-PASS 心靈判官》 - 槙島聖護
- 《喜樂鎮英雄》 - 薄餅哥哥、松鼠仔(唱歌)ep7、鼠男-ep8、龍-ep9、老綠精靈-ep13、救護員-ep20
- 《海賊王》 - 神艾尼路
- 《笑令營》 - 曳哥
- 《虫虫夏文（英语：Hermie and Friends）》 - 藍蟲
- 《Q夫子》 - 幾你咕嚕百翁、靈龜大師、黃智者
- 《替身計劃》 - 救生員、夏威夷校長
- 《艾略特奇想世界（英语：Eliot Kid）》 - 安東尼、小丑、超級市場廣告員
- 《特務歐寶》 - 火車徫柏
- 《功夫小陰與小陽》 - 卡爾
- 《妙妙森林》 - 邦哥
- 《妙妙森林2》 - 邦哥
- 《反斗車王闖天關：哨牙嘜外傳》 - UFO哨牙嘜、拉斯特法里辨頭髪車、科學怪車博士
- 《Rolie Polie Olie》 - Willy、生日卡、工兵、機械仔
- 《奇域大冒險》 - 破壞神、韋倫、馬力、加勒斯、男主持人、達恩斯、華士
- 《泰路可愛小巴士》 - 警察Rocky、地鐵阿嘜、剷泥車、嘉穎、祖利、比利、吉普車、阿麥、雲迪、卓

### 電影
- 《反斗車王2》 - 勞佬
- 《反斗車王3》 - 勞佬
- 《渣斯汀大任務》 - 索塔
- 《老夫子大電影》 - 多利狗
- 《沖天救兵》 - 看護喬治
- 《多啦A夢：新·大雄與鐵人兵團》 - 福山雅枝、貴族機器人
- 《天將雄師》 - 老胡
- 《魔幻王國：卡斯柏王子》 - 衛兵
- 《女刑警》 - 男警探
- 《百年浮城》
- 《鴻門宴》
- 《東成西就2011》
- 《港囧》

### 廣告
- GEOX
- REVLON《REVLON全力支持 - 愛在消失與永恆之間》
- 《功夫熊貓2》
- 戰神黎明
  - 《戰神黎明》
  - 《戰神黎明 聖騎》
  - 《戰神黎明 LINE首款神作RPG》
- 機電工程署《安全鐵路 旅程開心 Go Go Go》
- Brother《Brother business smart printer》
- 彈彈堂S《彈彈堂S 2.0 海盜謎島 2016》
- 狂暴之翼
  - 《狂暴之翼》
  - 《狂暴之翼 狂戰士 結拜跨服戰 2017》
  - 《狂暴之翼 2017 史上最大規模改版》
- 亞發白咖啡-香港 AhHuat WhiteCoffee《亞發炭燒白咖啡》聲演阿發

### 電視劇
- 《方德與苗翠花》 - 令湖沖、胡惠乾
- 《裸婚時代》
- 《韓宮華麗孽緣》
- 《64（日语：64（ロクヨン））》 - 御倉政二、Morita
- 《魔統天下》 - 掌門
- 《都市愛情網絡》 - 劉律師

### 遊戲角色
- 《阿貓阿狗》

### 其他
- 香港電台《華人作家系列-王文興》 - 旁白
- 金沙城中心 冒險王國 - Mushy

## 外部連結
- 鄭展晴的Facebook專頁
- 鄭展晴的Instagram帳戶

1. ↑  港產默劇國際賽奪金　無聲吶喊「政府無人性」 （页面存档备份，存于），《眾新聞》，2017年07月30日。
2. ↑  塞爾維亞奪金　港產默劇無聲控訴嬲出香港 （页面存档备份，存于），《蘋果日報》，2017年08月05日。
3. ↑  【演藝人誌】訪鄭展晴、黃定邦與崔家樂：默劇就是自由 （页面存档备份，存于）「藝評 （页面存档备份，存于）」，2017年10月號。